# Philip Henry Gosse
Philip Henry Gosse FRS (Worcester, 6 de abril de 1810 — Torquay, 23 de agosto de 1888) foi um naturalista britânico. Divulgador da ciência natural, virtualmente o inventor do aquário de água do mar e um meticuloso inovador no estudo da biologia marinha. 

## Vida
Gosse criou e abasteceu o primeiro aquário público no Zoológico de Londres em 1853, e cunhou o termo "aquário" quando publicou o primeiro manual, The Aquarium: An Unveiling of the Wonders of the Deep Sea, em 1854. Seu trabalho foi o catalisador para uma mania de aquário no início da Inglaterra vitoriana.
Gosse também foi o autor de Omphalos, uma tentativa de reconciliar as eras geológicas pressupostas por Charles Lyell com o relato bíblico da criação. Após sua morte, Gosse foi retratado como um pai autoritário de visões religiosas intransigentes em Father and Son (1907), um livro de memórias escrito por seu filho, Edmund Gosse, poeta e crítico. Desde a morte de Gosse, seus escritos sobre seu pai foram reavaliados como consistindo de "erro, distorção... alegações injustificadas, deturpação" e "abuso do registro escrito".

## Publicações
- The Canadian naturalist : a series of conversations on the natural history of Lower Canada (Van Voorst, Londres, 1840).
- An introduction to Zoology (Society for Promoting Christian Knowledge, 1844).
- The Ocean (Society for Promoting Christian Knowledge, 1846, réédition 1854, reeditado em 1874 à Philadelphia sob o título de The Wonders of the Great Deep; or, the physical, animal, geological and vegetable curiosities of the ocean).
- The birds of Jamaica (Van Voorst, 1847).
- The monuments of Ancient Egypt, and their relation to the Word of God (Londres, 1847).
- Natural History. Mammalia (Londres, 1848).
- Popular Ornithology; containing a familiar and technical description of the Birds of the British Isles (Londres, 1849).
- Illustrations of the Birds of Jamaica (Londres, 1849).
- Natural History. Birds (Londres, 1849).
- The ancient and modern history of the Rivers of the Bible (G. Cox, 1850).
- Natural History. Reptiles (Londres, 1850).
- A Naturalist’s Sojourn in Jamaica (Longman Brown Green e Longmans, 1851).
- The History of the Jews from the Christian Era to the dawn of the Reformation (Londres, 1851).
- A Naturalist’s Sojourn in Jamaica (Londres, 1851).
- Natural History. Fishes (Londres, 1851).
- The history of the Jews, from the Christian era to the dawn of the Reformation (1851).
- A text-book of Zoology for schools (Londres, 1851).
- Assyria; her manners and customs, arts and aims. Restored from the monuments (Londres, 1852).
- Popular British ornithology... (Reeve & Co., Londres, 1853).
- Naturalist rambles on the Devonshire coast (1853).
- The Aquarium: an unveiling of the wonders of the deep sea (Londres, 1854).
- Natural History. Mollusca (Londres, 1854).
- A Handbook to the Marine Aquarium: containing Instructions for constructing, stocking, and maintaining a tank, and for collecting plants and animals (Londres, 1855).
- Manual of marine zoology for the British Isles (Van Voorst, 1855-1856).
- Tenby: a sea-side holyday (Londres, 1856).
- Life in its lower, intermediate, and higher forms (Nisbet, 1857).
- Omphalos: an attempt to untie the geological knot. ... With fifty-six illustrations on wood (Londres, 1857, reeditado em 1998 e em 2003).
- Life in its lower, intermediate, and higher forms; or, manifestations of the divine wisdom in the natural history of animals (Londres, 1857).
- Actinologia Britannica: a history of the British Sea-Anemones and Corals. With coloured (Londres, 1858, reeditado em 1860).
- Evenings at the Microscope: or, researches among the minute organs and forms of animal life (Londres, 1859, reeditado em 1877, 1884, edição revisada em 1895).
- Letters from Alabama, chiefly relating to Natural History (Londres, 1859).
- A History of the British Sea-Anemones and Corals (Van Voorst, 1860).
- The Romance of Natural History (Londres, 1860 et 1861, reeditado em 1862, sétima edição em 1866, nova em 1868, e 1912).
- A History of the British Sea-Anemones and Corals (Van Voorst, 1860).
- A year at the shore (Strahan, 1865, reeditado em 1870, en 1877).
- Land and Sea (James Nisbet & Co., Londres, 1865, reeditada e revisada em 1879).
- The Revelation. How is it to be interpreted ? (Morgan & Chase, Londres, 1866).
- The Great Atlas Moth of Asia (Attacus Atlas, Linn.) with a coloured plate of its transformations (Londres, 1879).
- The Mysteries of God: a series of expositions of Holy Scripture (Hodder and Stoughton, Londres, 1884).